# Bundesarbeitgeberverband Glas und Solar
Der Bundesarbeitgeberverband Glas und Solar e. V. (BAGV GLAS+SOLAR) mit Sitz in München ist der
Berufsverband für die deutsche Glas- und Solarbranche. Ihm obliegt die Wahrung, Förderung und Vertretung der Interessen seiner Mitglieder in Bezug auf ihre sozialpolitischen, tariflichen und arbeitsrechtlichen Belange.

## Historie
1946 in München unter dem Namen „Verein der Glasindustrie in Bayern“ gegründet. 1947 erwarb der Verband die Tariffähigkeit und weitete seine Tätigkeit auf das gesamte Bundesgebiet aus, woraufhin der Zusatz „in Bayern“ gestrichen wurde. Mit der Wiedervereinigung Deutschlands haben nahezu alle Firmen der Glasindustrie in den neuen Bundesländern zum Jahresbeginn 1991 die Mitgliedschaft im Verband beantragt. Bis Juni 2010 hieß der Verband Arbeitgeberverband der Deutschen Glasindustrie e. V.
Seit dem Jahr 2005 können sich dem Verband auch der Glasindustrie nahestehende Organisationen wie Betriebskrankenkassen, Glasfachschulen und andere Vereinigungen anschließen. 2008 wurde zudem die weitere Hauptgruppe Solar geschaffen. Der Verband hat dieser Entwicklung mit seinem heutigen Namen „Bundesarbeitgeberverband Glas und Solar e.V.“, kurz BAGV GLAS+SOLAR, Rechnung getragen.

Eine Mitgliedschaft ohne Tarifbindung ermöglicht der Verein seit 2011. Im Oktober 2015 zählte der Verband 127 Mitglieder.

## Organisation
Die Mitgliedsunternehmen werden satzungsgemäß fünf Hauptgruppen zugerechnet:
A: Mitglieder mit Tarifbindung
I. Hohlglaserzeugung einschl. Hüttenveredelung und -verarbeitung
II. Flachglas- und Glasfasererzeugung
III. Glasveredelung und -verarbeitung
IV. Solar
B: Mitglieder ohne Tarifbindung (oT-Bindung)
Die zentralen meinungsbildenden Organe sind der Tarif- und der Sozialausschuss. Hier werden die tarif- und sozialpolitischen sowie arbeitsrechtlichen Belange behandelt und koordiniert. Beide Ausschüsse setzen sich grundsätzlich aus dem Vorstand und den von den Hauptgruppen gewählten weiteren Mitgliedern zusammen. Mitglieder ohne Tarifbindung können sich ausschließlich im Sozialausschuss engagieren.
Der Vorstand konstituiert sich aus dem Präsidenten, den Vorsitzenden der Hauptgruppen und deren Stellvertretern sowie dem Hauptgeschäftsführer. In jedem zweiten Jahr findet eine Mitgliederversammlung statt, in deren Rahmen auch die Ausschussmitglieder gewählt werden. Die Geschäftsführung erledigt die laufenden Geschäfte des Verbandes.

## Aufgaben der Geschäftsführung

### Juristische Vertretung
Tarifpolitische Tätigkeit
Die Verhandlung und der Abschluss von Tarifverträgen, in denen beispielsweise Entgelte, Rahmenbedingungen, Arbeitszeitregelungen, Urlaub, Altersvorsorge, Sonderleistungen oder Altersteilzeit geregelt werden, zählen zu den Kernkompetenzen des Verbandes. Besonders der Vielfalt der Betriebsstrukturen und damit der außergewöhnlich großen Anzahl an Verträgen wird durch spezialisierte Regelungen Rechnung getragen. Der Verband wahrt die Tarifvielfalt zur Erhaltung der sich daraus ergebenden Passgenauigkeit für die Teilindustrien.
Für die Tarifverträge ist auf Gewerkschaftsseite im Wesentlichen die Industriegewerkschaft Bergbau, Chemie, Energie der stetige Verhandlungspartner. Durch die Vielzahl spezifischer Tarifverträge haben alle Mitgliedsfirmen die Möglichkeit, sich aktiv in den Kommissionen zu beteiligen und damit gezielter auf das Ergebnis einzuwirken als dies bei den großen Flächentarifen in anderen Industrien der Fall ist.
Arbeits- und sozialrechtliche Vertretung
Der Verband berät und betreut seine Mitglieder bei arbeits- und sozialrechtlichen Fragestellungen. Er übernimmt im gesamten Bundesgebiet die Prozessvertretung der Mitglieder vor den Arbeits-, Sozial- und Verwaltungsgerichten, einschließlich der gesetzlich vorgeschriebenen Vorverfahren.
Er unterstützt zudem die Arbeitgeber in Verhandlungen mit Betriebsräten, Gewerkschaften sowie gegenüber Institutionen und Behörden. Auch bei Betriebsvereinbarungen, bei der Durchführung von Einigungsstellenverfahren, in Interessenausgleichs- und Sozialplanverhandlungen und Unternehmensumwandlungen wirkt der Verband mit. Darüber hinaus bietet der Verband berufliche Weiterbildungskurse zu arbeits- und sozialrechtlichen Fragen in den Mitgliedsunternehmen an.

### Mediation
In einigen Fällen können zwischenmenschliche Konflikte in Unternehmen auch außergerichtlich reguliert werden. Dann bietet der Verband mit der Mediation einen kooperativen Lösungsansatz für Konflikte auf verschiedenen Ebenen: zwischen Mitarbeitern und Vorgesetzten, zwischen Betriebsrat und Geschäftsleitung oder unter den Mitarbeitern.

### Sozialpolitische Vertretung
Gremienarbeit
Als Fachspitzenverband ist er unmittelbares Mitglied der Bundesvereinigung der Deutschen Arbeitgeberverbände (BDA) und in deren Vorstand sowie verschiedenen Ausschüssen vertreten. Über die BDA und weitere Dachverbände wirkt er an der Gesetzgebung auf bundesdeutscher und europäischer Ebene mit. Weitere Gremien besetzt der Verband in der Verwaltungs-Berufsgenossenschaft, im Verband der Bayerischen Wirtschaft e.V., in der Deutschen Renten Versicherung sowie in verschiedenen anderen Netzwerken.
Berufsbildung
Der Verband wirkt bei der Modernisierung und Neuordnung der bundesstaatlich anerkannten branchenspezifischen Ausbildungsberufe mit. Zu diesem Zwecke bündelt er die Interessen der Mitgliedsfirmen in Eckpunkten und koordiniert diese im Sinne der sozialpartnerschaftlichen Zusammenarbeit mit der IG BCE im gemeinsamen Berufsbildungsrat. Für das Verfahren der Neuordnung eines bundesstaatlich anerkannten Ausbildungsberufes schlägt der Verband Mitglieder vor, die gemeinsam mit den Arbeitnehmervertretern der Branche als Sachverständige an der Modernisierung dualer Berufsausbildungen mitwirken.
Statistische Erhebungen
Der Verband erhebt unter seinen Mitgliedern und anderen Unternehmen der Branche Daten zu verschiedenen personalpolitischen Themen, etwa zum demografischen Wandel und zur Fachkräftesicherung, zur Gesundheits- sowie zur Bildungspolitik. Ziel ist es dabei, unter anderem in Zusammenarbeit mit den Mitgliedern Maßnahmen zu entwickeln, die einem Fachkräftemangel entgegenwirken sollen.
Nachwuchssicherung
Der Fachkräftemangel und die Nachwuchsgewinnung sind an den deutschen Standorten wesentliche Herausforderungen der Branche und Kernthemen der sozialpolitischen Aktivitäten des Verbands. Neben den glasspezifischen Berufen wie dem Verfahrensmechaniker Glastechnik und dem Flachglasmechaniker werden mehr als 40 verschiedene Berufe wie zum Beispiel Industriemechaniker, Technische Produktdesigner, Mechatroniker und kaufmännische Berufe ausgebildet.
Um weiterhin qualifizierten Nachwuchs für die Glasbranche zu gewinnen und dem Fachkräftemangel vorzubeugen, hat der Verband 2017 die Ausbildungsplattform „Zukunft im Glas“ ins Leben gerufen.